# El mundo de los muertos
El mundo de los muertos es una película mexicana de terror de 1970 dirigida por Gilberto Martínez Solares y protagonizada por Pilar Pellicer, El Santo y Blue Demon.

## Trama
En 1676, la Inquisición está tratando de erradicar de México una secta satánica. Cuatro de sus miembros son quemados en la hoguera, mientras Damiana, la gran sacerdotisa, mira desde lejos. Al regresar al cementerio, donde la esperan sus seguidores, Damiana invoca la asistencia de Satanás. Aparece repentinamente el Caballero Azul (Blue Demon): ha sido enviado a ayudarla a ejecutar su venganza (más tarde se revelará que es una buena persona cuya alma había sido poseída por el demonio).

## Reparto
- Santo el Enmascarado de Plata como el Caballero Enmascarado de Plata/Santo
- Blue Demon como el Caballero Azul
- Pilar Pellicer como doña Damiana Velázquez/Alicia
- Carlos León como verdugo/invitado a fiesta
- Antonio Raxel como inquisidor/Don Alfonso
- Guillermo Álvarez Bianchi como ovispo/padre Francisco
- Carlos Suárez como inquisidor/"Second" de "Enrique López"
- Mary Montiel como mujer torturada/invitada a fiesta
- Manuel Leal como Esbirro fantasma de Damiana
- Betty Nelson como doña Aurora
- Eduardo MacGregor como sacerdote
- Ramiro Orci como Alberto
- Marcelo Villamil como invitado a fiesta
- Fernando Rosales como velador del cementerio
- Francisco Beal como espectador de lucha libre
- José Chávez Abundiz como juez de lucha libre
- Juan Garza como luchador
- Roberto Y. Palacios como doctor de lucha libre
- Amelia Rivera como espectadora de lucha libre